# Satahi Nauli
Satahi Nauli is een bestuurslaag in het regentschap Tapanuli Tengah van de provincie Noord-Sumatra, Indonesië. Satahi Nauli telt 1932 inwoners (volkstelling 2010).